# Milim
Milim é uma canção interpretada por Harel Skaat, que foi seleccionada para representar Israel no Festival Eurovisão da Canção 2010, a 15 de março de 2010, na Noruega.